# Thomas Alkier
Thomas Alkier (* 11. August 1965 in Recklinghausen) ist ein deutscher Jazz-Schlagzeuger. 

## Leben
Alkier begann als Kind mit dem Schlagzeugspiel. 1980 spielte er bereits professionell mit Tyree Glenn Jr. und der Gene Mighty Flea Connors Band. Seit 1982 war er neben Paul Shigihara und Mike Herting Mitglied des Charlie Mariano Quartets; auch spielte er mit Volker Kriegel (Palazzo Blue, 1987), zu dessen Band er bis 1993 gehörte, und mit Dizzy Gillespie.  
Von 1983 bis 1987 studierte er an der Hochschule für Musik Köln bei Jiggs Whigham. 1990 wurde er Mitglied des Vienna Art Orchestra und war 1989 der Schlagzeuger auf Helge Schneiders erster LP Seine größten Erfolge. Seit 1993 leitete er mit Matthieu Michel ein eigenes Quintett. Er unternahm Tourneen durch die USA und Kanada, Neuseeland, China, Japan, Indien, Israel und zahlreiche europäische Länder und trat unter anderem mit Gary Burton, Joachim Kühn, Albert Mangelsdorff, Eartha Kitt, Jerry Bergonzi, Christof Lauer, Betty Carter, Michel Petrucciani, Horace Parlan, Stefan Bauer, David Friedman, Klaus König, Jocelyn B. Smith, Adam Taubitz, Markus Stockhausen, Klaus Lage und Nigel Kennedy auf. Ab 2001 arbeitete er mit Ed Schuller im Uli Lenz Trio. 2001 und 2002 begleitete er neben Sebastian Weiss und Stefan Weeke Gitte Hænning auf drei Tourneen. Seit 2004 ist er Schlagzeuger bei den Nighthawks, mit denen er sich auch auf JazzBaltica präsentierte. Auch war er an mehreren Essener Produktionen von Carla Bley und Steve Swallow beteiligt. 
Seit 1987 unterrichtet er Schlagzeug an der Folkwangschule in Essen; seit 2016 ist er dort als Professor für Jazz-Schlagzeug und Rhythmusgruppen-Coaching tätig.
Sein Bruder ist Stefan Alkier (* 1961), Professor für Neues Testament und Geschichte der Alten Kirche an der Universität Frankfurt a. M.

## Lexikalische Einträge
- Jürgen Wölfer: Jazz in Deutschland. Das Lexikon. Alle Musiker und Plattenfirmen von 1920 bis heute. Hannibal, Höfen 2008, ISBN 978-3-85445-274-4.